# Champagnac-le-Vieux
Champagnac-le-Vieux is een gemeente in het Franse departement Haute-Loire (regio Auvergne-Rhône-Alpes) en telt 252 inwoners (2004). De plaats maakt deel uit van het arrondissement Brioude.

## Geografie
De oppervlakte van Champagnac-le-Vieux bedraagt 20,1 km², de bevolkingsdichtheid is 12,5 inwoners per km².
De onderstaande kaart toont de ligging van Champagnac-le-Vieux met de belangrijkste infrastructuur en aangrenzende gemeenten.

## Demografie
Onderstaande figuur toont het verloop van het inwonertal (bron: INSEE-tellingen).

## Foto's

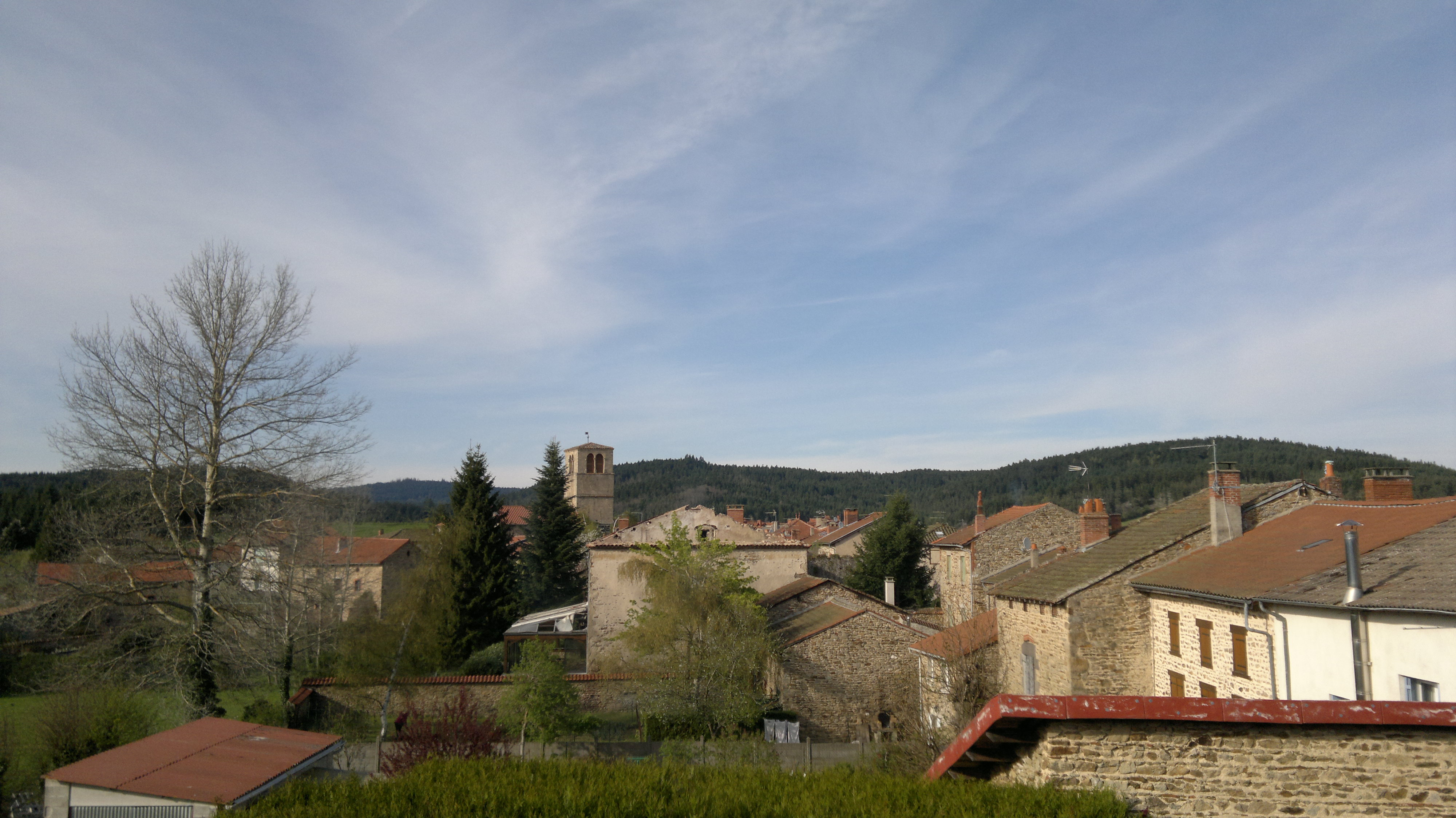
Zicht op Champagnac-le-Vieux
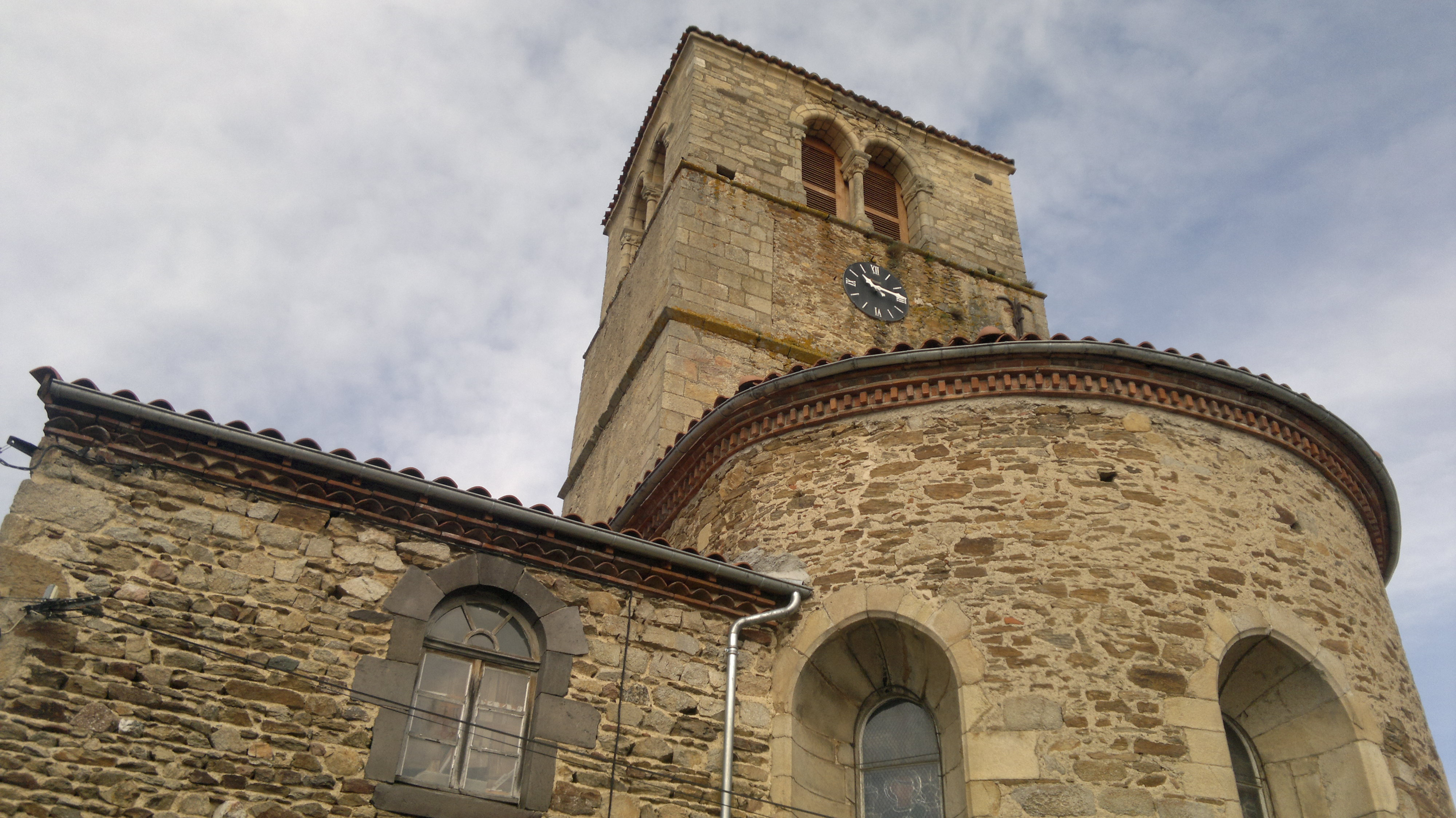
Kerk Saint-Pierre
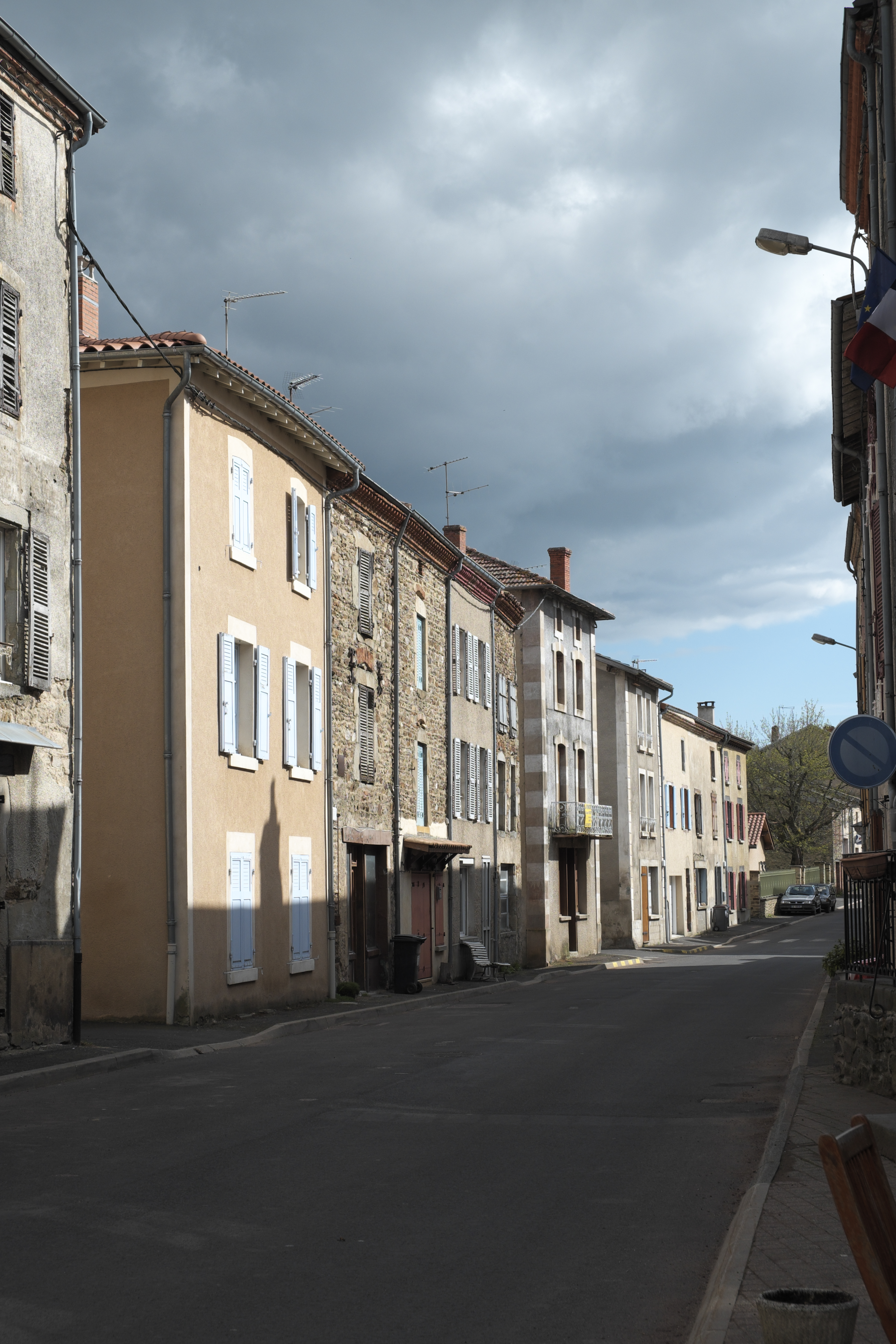
Straat in Chapagnac-le-Vieux